# Thomas Eje
Thomas Eje (født 15. marts 1957 på Frederiksberg) er en dansk skuespiller, entertainer, musiker, sanger, komiker, parodist og kunstmaler. Han er lillebror til komponisten Niels Eje. Han er særlig kendt fra komikergruppen Linie 3, som han i 1979 etablerede sammen med Anders Bircow og Preben Kristensen.

## Karriere
Thomas Eje er uddannet på det Danske Musik Akademi (?) i perioden 1974 til -76. Han studerede på Det Fynske Musikkonservatorium i Odense (1976 – 1978) og derefter blev han uddannet skuespiller på Aarhus Teater i 1981, men blev et par år forinden kendt som ét af de tre medlemmer af Linie 3. Sidenhen har Thomas Eje optrådt med flere one-man shows.
Han har også været tilknyttet Betty Nansen Teatret, Folketeatret og Det ny Teater samt Tivoli Revyen og Hornbæk Revyen. Blandt de skuespil han har medvirket i kan nævnes Sweet Charity, Kirsebærhaven, Tartuffe, Nøddebo Præstegård, Stamherren, Da jazzen kom til byen, Skatteøen, Gøngehøvdingen, Chicago og Flagermusen.
I tv har Thomas Eje blandt andet kunnet opleves i rollen som Arne Schmidt i afsnit 22 af tv-serien Matador samt julekalenderne Skibet i Skilteskoven, Gufol mysteriet og Brødrene Mortensens Jul. Han har desuden lagt stemme til en række tegnefilm. bl.a. krabben Sebastian i Disneys Den lille havfrue. Tv har også vist biograffilmen Klinkevals, der er en filmatisering af Jane Aamunds bestseller af samme navn, hvor Thomas Eje spillede rollen som Helbig. Samme rolle spillede han i efterfølgeren Juliane.
Debuterede den 15. november 2006 med sit første amerikanske show på Las Vegas-hotellet Suncoast Casino, hvor Eje optrådte for fulde huse[kilde mangler] under sit amerikanske kunsternavn "Tom Dane". Fik 2. maj 2008 show på Planet Hollywood Hotel & Casino. I 2008 opgav han sin amerikanske karriere og flyttede tilbage til Danmark.[kilde mangler]
Flyttede siden hen til Skovby på Als, Sønderjylland. Her åbnede han med sin hustru, Katherine Scrivens Eje , et atelier ved navn "Galleri Eje".[kilde mangler]
Eje har spillet på en lang række instrumenter under forskellige optrædener, heriblandt ukulele (hans første instrument i en alder af 2), elektrisk guitar, akustisk guitar, banjo, violin saxofon, diverse messingblæsere, xylofon, fagot, klaver og keyboard.
Thomas Eje har både flyvercertifikat og dykkercertifikat.[kilde mangler]

## Hæder
- 1986 Årets Dirch
- 1998 Teaterflisen

## Filmografi

### Film
| År   | Titel                             | Rolle                               | Noter    |
| ---- | --------------------------------- | ----------------------------------- | -------- |
| 1983 | Kurt og Valde                     | Receptionist                        |          |
| 1983 | Forræderne                        | Obersturmführer Caspersen           |          |
| 1984 | Tukuma                            | Erik                                |          |
| 1986 | Walter og Carlo - yes, det er far | Croupier                            |          |
| 1987 | Kampen om den røde ko             | toiletpasser                        |          |
| 1989 | Den røde tråd                     | Oberst Heinecken & Heinicken Junior |          |
| 1990 | Bananen - skræl den før din nabo  | El Manos / Bulldogs stemme          |          |
| 1995 | Operation Cobra                   | Frederiks far                       |          |
| 1998 | Nattens engel                     | Boomer                              |          |
| 1999 | Klinkevals                        | Helbig, Rikkes mand                 |          |
| 2000 | Juliane                           | Helbig, Rikkes mand                 |          |
| 2010 | Wasteland Tales                   |                                     |          |
| 2010 | The Last Warrior                  |                                     | kortfilm |

### Serier
| År   | Titel                           | Rolle                                | Noter     |
| ---- | ------------------------------- | ------------------------------------ | --------- |
| 1981 | Matador                         | Bankfuldmægtig Arne Schmidt          | Afsnit 22 |
| 1984 | Niels Klims underjordiske rejse | Ottende træ                          |           |
| 1984 | Ikke lutter lagkage             | Gustav, Dittes ven                   |           |
| 1988 | Station 13                      | Kjeldsen, politiassistent af 2. grad |           |

### Stemme til tegnefilm
| År   | Titel                     | Rolle            | Noter                                                                                |
| ---- | ------------------------- | ---------------- | ------------------------------------------------------------------------------------ |
| 1982 | Snehvide og de syv dværge | Brille           |                                                                                      |
| 1987 | Rejsen til Amerika        | Ærlige John      |                                                                                      |
| 1987 | Valhalla                  | Quark            | Ejes originale stemmelægning blev bibeholdt i den engelske, svenske og tyske version |
| 1989 | Landet for længe siden    | Ceras far        |                                                                                      |
| 1989 | Oliver & Co.              | James            |                                                                                      |
| 1990 | Den lille havfrue         | Sebastian        |                                                                                      |
| 1992 | Rejsen til Amerika II     | Katten Tiger     |                                                                                      |
| 1995 | Svaneprinsessen           | Skildpadden Kvik |                                                                                      |
| 1996 | Toy Story                 | Buzz Lightyear   |                                                                                      |
| 2000 | Toy Story 2               | Buzz Lightyear   |                                                                                      |
| 2010 | Prinsessen og frøen       | Louis            |                                                                                      |
| 2010 | Toy Story 3               | Buzz Lightyear   |                                                                                      |
| 2019 | Toy Story 4               | Buzz Lightyear   |                                                                                      |

## Diskografi
- Sangen er et eventyr (1994) – 20 sange over H.C. Andersens eventyr med musik af Frederik Magle. Med Niels-Henning Ørsted Pedersen, Trio Rococo, m.fl.[2]